# Avenue Joannès-Masset
L'avenue Joannès-Masset est une voie du quartier de Gorge de Loup dans le 9e arrondissement de Lyon, en France. Elle honore l'homme politique français Joannès Masset (1864-1931), conseiller municipal lyonnais.

## Odonymie
L’avenue tire son nom de l'homme politique français Joannès Masset (1864-1931), conseiller municipal lyonnais.

## Histoire
Cette avenue s’appelait anciennement avenue de l’Abattoir. Elle a été renommée le 3 août 1931.